# Maulbeerfeige

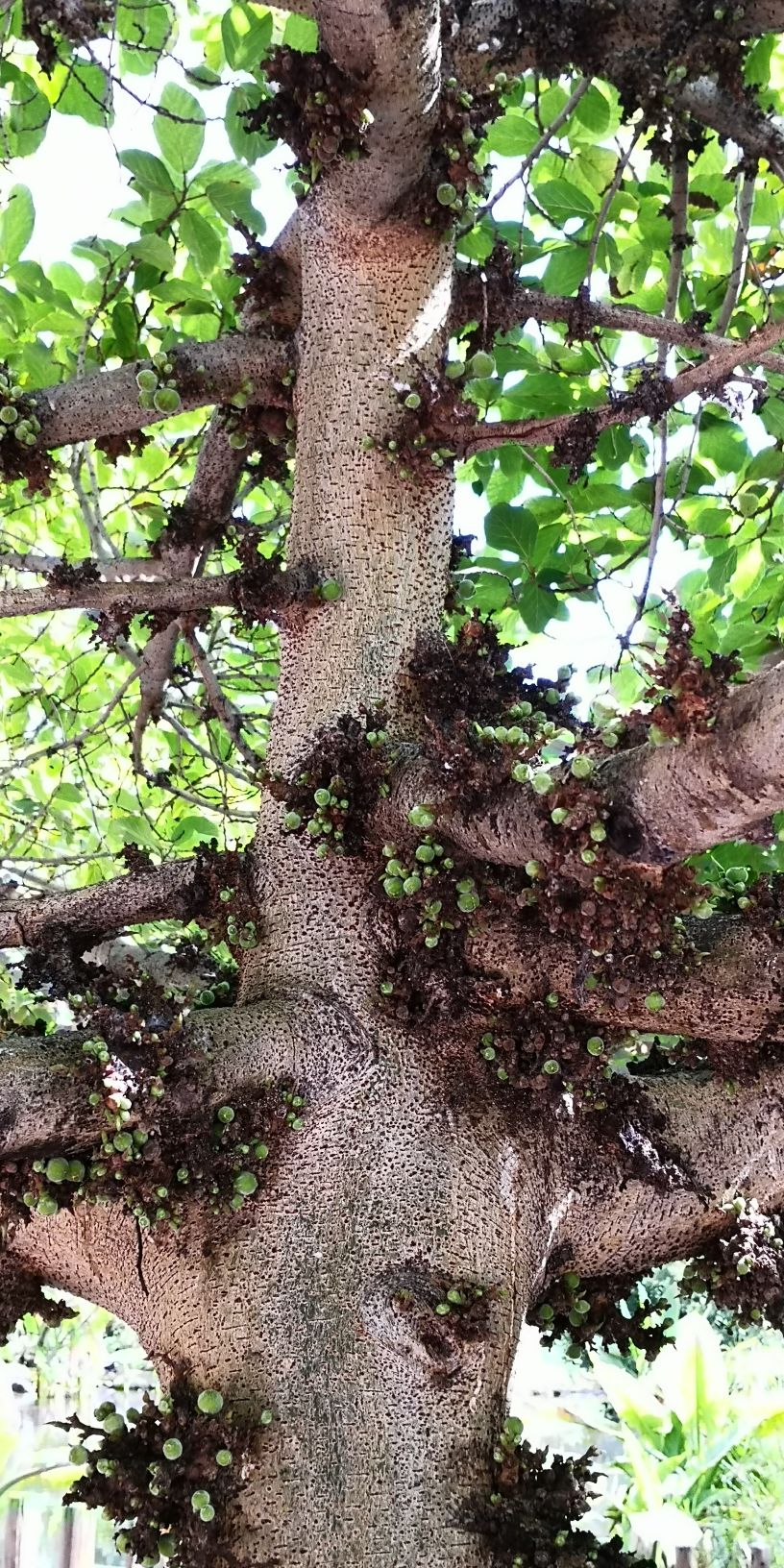
Stamm und Früchte

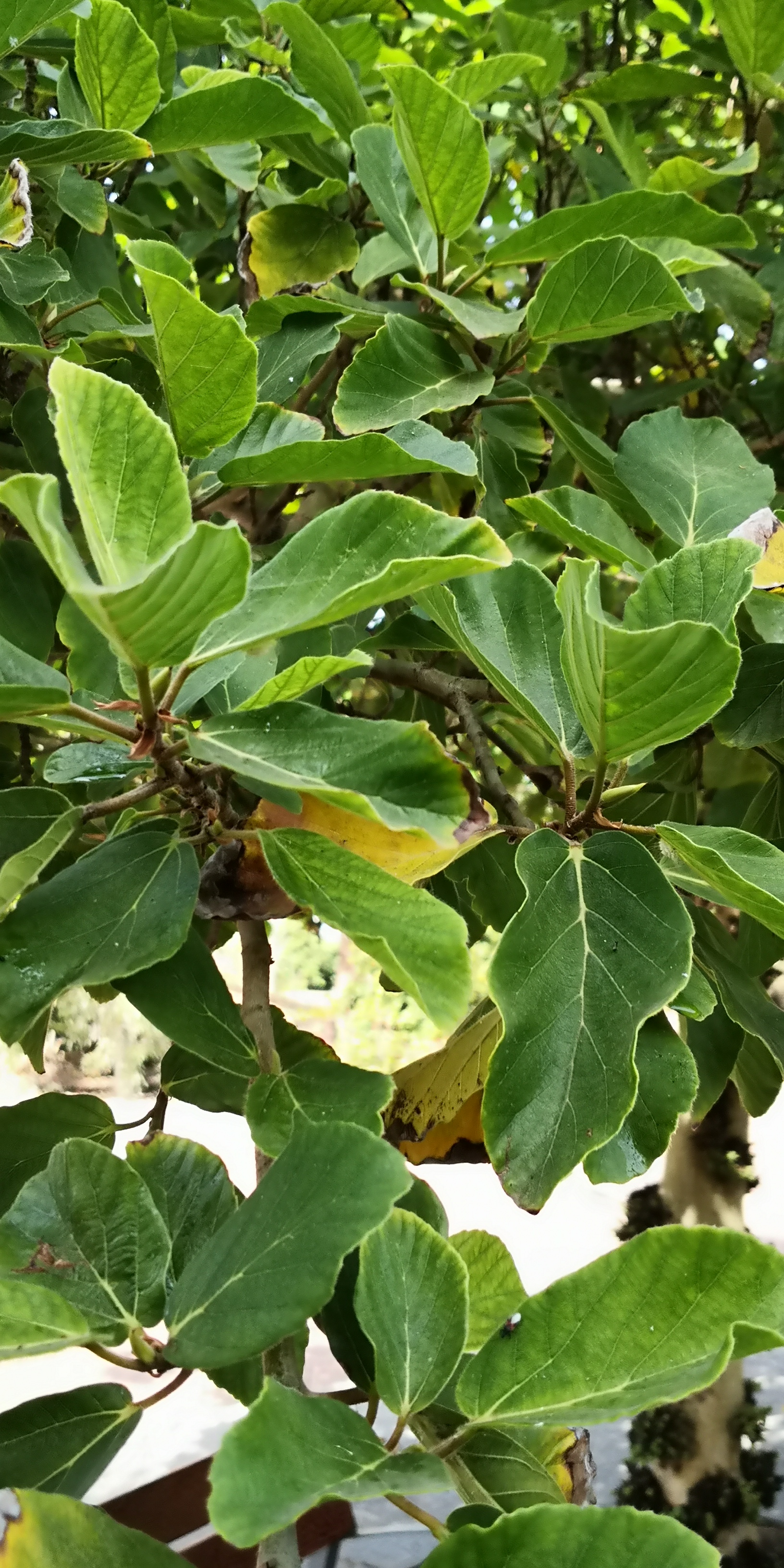
Blätter

Die Maulbeerfeige (Ficus sycomorus), auch Adamsfeige, Eselsfeige oder Sykomore genannt, ist ein im östlichen Mittelmeerraum und in Afrika weitverbreiteter Baum aus der Familie der Maulbeergewächse (Moraceae).

## Beschreibung

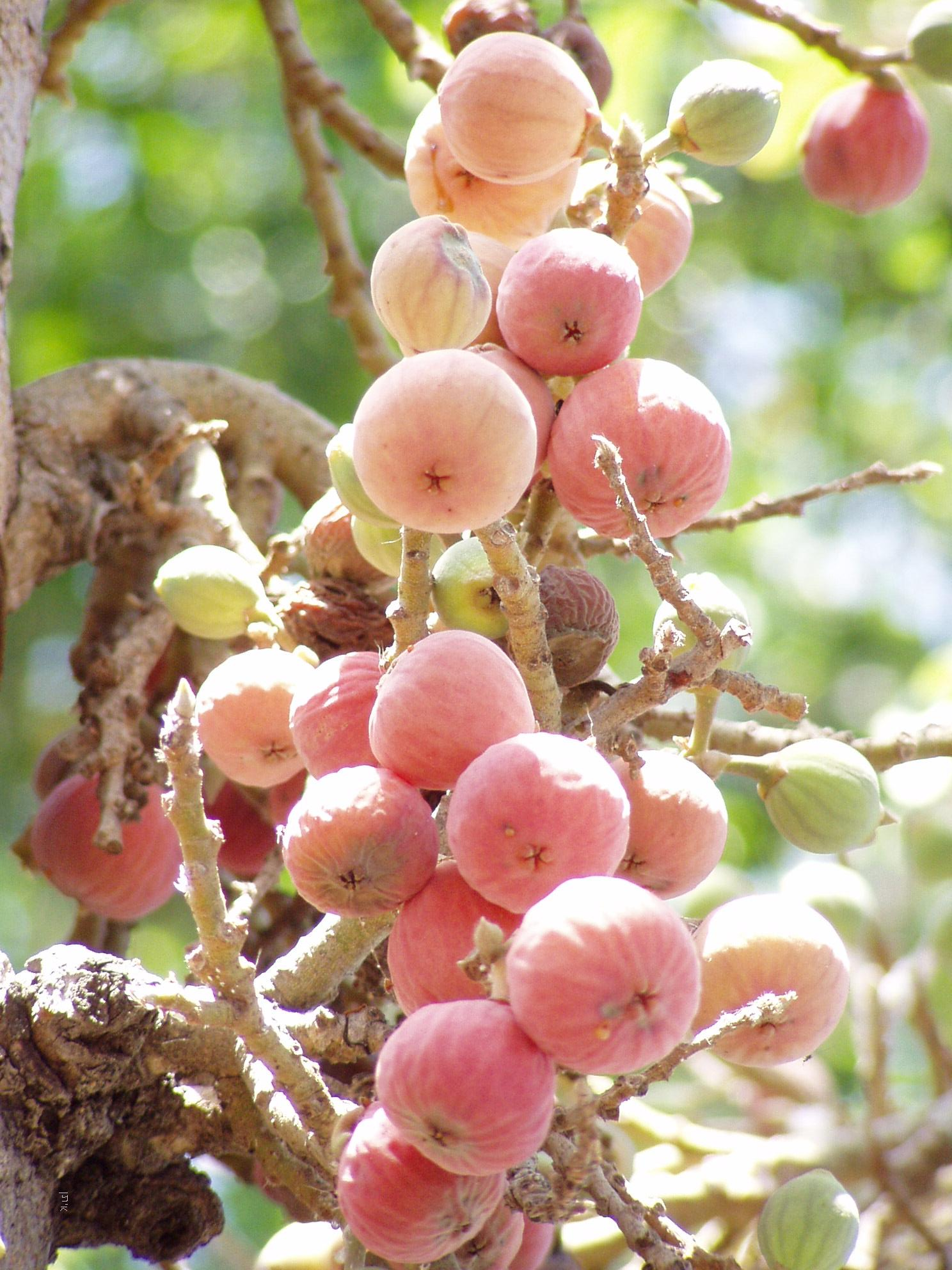
Maulbeerfeigen am Baum

Die Maulbeerfeige ist ein halbimmergrüner Laubbaum mit einer großen ausladenden Krone und einem sehr dicken Stamm. Er erreicht Wuchshöhen von 15 bis über 45 Meter. Der Stammdurchmesser kann bis einiges über 2 Meter erreichen. Es werden manchmal auch kleinere Brettwurzeln oder Riffelungen gebildet. Die Borke ist relativ glatt und bräunlich bis gräulich sowie teilweise abblätternd.
Die wechselständigen, relativ großen, kurz gestielten und ei- bis leicht herzförmigen, einfachen, rundspitzigen bis abgerundeten Laubblätter sind etwas rau und ganzrandig bis gekerbt oder gebuchtet. Die Nervatur ist meist dreizählig, die Nebenblätter sind abfallend. Ober- und unterseits sind die Blätter manchmal etwas behaart.
Die Maulbeerfeige ist einhäusig monözisch. Anders als bei anderen Feigenarten wachsen die Früchte büschelig an kurzen Zweigen am Stamm und an den Hauptästen. Die Maulbeerfeigen sind mit einem Durchmesser von 5 cm recht groß und im reifen Zustand gelblich-rot.

## Entwicklung der Fruchtstände
Die Fruchtstände von Ficus sycomorus entwickeln sich unterschiedlich. An ihrer Entwicklung und Reifung sind verschiedene Wespenarten beteiligt, die die Ausbildung des Fruchtstandes stimulieren. Ohne die Aktivität der Feigenwespe Ceratosolen arabicus kann die Pflanze keine Samen ausbilden, sie kommt aber nur in Afrika vor.

## Geschichte

### Ägypten
Die alten Ägypter pflanzten die Sykomore als Obst- und Schattenbaum an. Ihr Holz nutzten sie für Möbel, Schiffe, Särge und Statuen. Den Milchsaft und die Früchte verwendeten sie als Heilmittel. Seit dem Alten Reich um 2600 v. Chr. wurde die Sykomore nahe Memphis als Liebesgöttin Hathor verehrt. Tamarisken und Maulbeerfeigen waren vor dem Grab von König Mentuhotep II. in Deir el-Bahari gepflanzt. Die Sykomore wurde im Frühen Neuen Reich als Himmelsbaum verehrt und galt als eine Erscheinungsform der Göttin Nut, die den Toten Schatten, Wasser und Nahrung spendete.
Särge wurden, außer aus Zedernholz, gerne aus der Maulbeerfeige angefertigt.
Theophrast berichtet, dass die Maulbeerfeige in Ägypten keine fruchtbaren Samen produziert und dass die dortigen Bauern sie über Stecklinge vermehrten. Es ist unklar, ob die Gallwespe Ceratosolen arabicus nach der Einwanderung der Maulbeerfeige nach Ägypten ausstarb oder ob der Baum durch Menschen als Samen oder Ableger nach Norden gebracht wurde.

### Levante
Im Alten Testament wird der Maulbeerfeigenbaum erwähnt (Shiqmah (Ps 78,47 )). Laut der Bibel wurde er in Palästina zuerst in der Schefela angebaut (1 Kön 10,27 ). Für diese Pflanzungen in der Schefela gab es zu Zeiten Davids einen königlich bestellten Verwalter (1 Chr 27,28 ). Berichtet wird auch vom Propheten Amos (Am 1,1 ), der ein Hirte war und Maulbeerfeigenbäume anbaute. Amos wird auch als Maulbeerfeigen-Ritzer (Boleß (7,14 )) beschrieben: Mit dem Ritzen der Früchte lässt sich nach Theophrast die Reifung und der Geschmack verbessern.
Archäologisch ist die Maulbeerfeige zuerst in eisenzeitlichen Schichten aus Askalon nachgewiesen. Das Holz der Maulbeerfeige ist in Mo'a, En Gedi (Gräber 5 und 6) und Masada nachgewiesen. Es wurde für Behälter, Stöpsel und Haarnadeln sowie für Särge verwendet.
Bei Lukas im Neuen Testament klettert der kleinwüchsige Zöllner Zachäus auf einen Maulbeerfeigenbaum, um Jesus bei dessen Besuch Jerichos in der Menschenmenge besser sehen zu können (Lk 19,1–10 ).

### Verwechslung mit anderen Pflanzen
Im Gleichnis in (Lk 17,6 ) geht es um einen Baum der schwarzen Maulbeere, dem die zwölf Apostel hätten befehlen können, sich zu entwurzeln und ins Meer zu pflanzen. Das wurde in einigen Bibelübersetzungen fälschlicherweise als „Maulbeerfeigenbaum“ übersetzt. Auf Griechisch sind das zwei verschiedene Wörter für verschiedene Bäume. Auf Hebräisch gibt es diesen Unterschied nicht. Im Englischen bezeichnet sycamore (vgl. auch mittellateinisch Sico mora) auch Arten des Ahorns (v. a. des Bergahorns (Acer pseudoplatanus)) oder von Platanen (z. B. Platanus occidentalis). Dadurch entstehen gelegentlich Übersetzungsfehler.

## Verbreitung

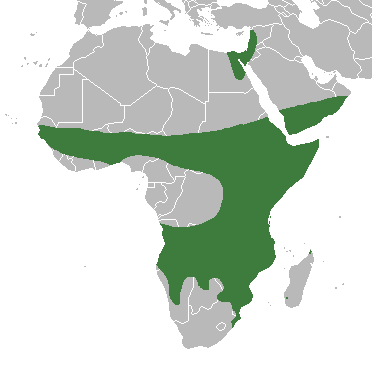
Verbreitung des Maulbeerfeigenbaums

Der Maulbeerfeigenbaum ist im subtropischen Afrika südlich der Sahara verbreitet. Das Vorkommen reicht von Südafrika bis in den Sudan, Äthiopien, Eritrea und Jemen.

## Trivialnamen
Die Maulbeerfeige hat bzw. hatte folgende deutschen Trivialnamen: Ägyptischer Feigenbaum, Wilder Feigenbaum, Pharaofeigen, Wemernod und Wemernot.